# Ingridtjärnen
Ingridtjärnen är en sjö i Ljusdals kommun i Hälsingland och ingår i Delångersåns huvudavrinningsområde.